# Francesco Florimo
Francesco Florimo, född 12 oktober 1800, död 18 december 1888, var en italiensk musikforskare.
Florimo, som var bibliotekarie vid Real collegio di musica i Neapel 1826–1888, skrev ett stort arbete om Neapels konservatorier, dessutom om Richard Wagner och om Vincenzo Bellini. Florimo var även tonsättare av kyrkliga verk, orkesterverk, kantater och sånger på neapolitansk dialekt. Florimos sångskola "Metodo di canto" utnyttjades vid konservatorierna i Neapel.